# Le Veurdre
 Le Veurdre  es una población y comuna francesa, situada en la región de Auvernia, departamento de Allier, en el distrito de Moulins y cantón de Lurcy-Lévis.

## Demografía
| 698 | 717 | 699 | 604 | 595 | 578 |
| Para los censos de 1962 a 1999 la población legal corresponde a la población sin duplicidades (Fuente: INSEE [Consultar]) |     |     |     |     |     |